# 調査官ク・ギョンイ
『調査官ク・ギョンイ』（ちょうさかんク・ギョンイ、原題：구경이）は、韓国のケーブルテレビ局JTBCにて2021年10月30日から放送されたドラマ。主演はイ・ヨンエ。
ビデオオンデマンドサービスのNetflixにて、日本を含む世界に配信されている。

## 登場人物

### 主要人物
ク・ギョンイ
演 - イ・ヨンエ
43歳。元刑事。夫の死後無気力となり、自宅に引きこもりオンラインゲームと飲酒に明け暮れる廃人生活をしていたが、刑事時代の後輩で現在は生命保険会社に勤めるジェヒの依頼により、とある保険調査を引き受ける事になる。
ソン・イギョン（ケイ）
演 - キム・ヘジュン
アマチュアの演劇俳優。裏の顔は殺人鬼で、通称「ケイ」。峰栢女子高校の元生徒。
ヨンスク
演 - キム・ヘスク
韓国一と呼ばれる寄付財団「青い子供財団」の理事長。殺人鬼のケイを捕まえるため、ギョンイが所属するNT生命の調査Bチームを支援する。
ナ・ジェヒ
演 - クァク・ソニョン
NT生命の調査Bチーム長。元刑事で、ギョンイの後輩。ギョンイの全てを熟知している。シングルマザー。
サンタ
演 - ペク・ソンチョル
ギョンイのゲーム仲間。調査に伴い助手を探せというジェヒの命令により、ギョンイがゲーム内で行った募集に志願した。車両運転や調査の補助などでギョンイをサポート。ゲーム外では基本喋らず、スマートフォンのAIボイスアプリを使って会話をする。
オ・ギョンス
演 - チョ・ヒョンチョル
ジェヒの部下。調査Bチームに残った唯一の社員。大邱出身で、警察大学を諦めてNT生命に入社した。

### イギョンの周辺人物
ゴヌク
演 - イ・ホンネ
MEKセキュリティーの防犯カメラ担当保安員。元不良で、少年院に入っていた。イギョンの初めての殺人現場を目撃し、それから殺人の後始末に協力するようになる。
ジョンヨン
演 - ペ・ヘソン
イギョンの叔母。20代後半の頃、当時5歳だったイギョンの保護者となった。

### ヨンスクの周辺人物
キム部長
演 - チョン・ソギョン
ヨンスクの右腕的存在。グルメブログを更新することで仕事のストレスを解消している。
ホ・ソンテ
演 - チェ・デチョル
ヨンスクの長男。政治家。次期ソウル市長の座を狙っている。
ホ・ヒョンテ
演 - パク・チビン
ヨンスクの次男。過去、バラエティ番組に出演し、「国民の息子」と呼ばれ人気を博した。現在は「青い子供財団」の公式広報大使を務めている。

### その他
チャン・ソンウ
演 - チェ・ヨンジュン
ギョンイの夫。峰栢女子高校の教師。